# 서울서강초등학교 축구부
서울서강초등학교 축구부는 대한민국 서울특별시에 있는 초등학교 축구부이다. 서울서강초등학교가 운영하는 축구부로, 1984년에 창단 되었다.
= 시즌별 성적 = 시즌별 성적은 나쁘지 않으며, 
2024 축구부 :    현은,김하준,임준혁,박민찬,서연우,정재범,권은우,,권도후,,김준우,황치현
등이 있다. 
시설 : 운동장은 잔디이다. 운동장이나 체육관에서 훈련을 한다.  
중학 시설 : 매년 2명에서 4명정도 문래중학교로 보내고 있다.

## 출신 선수
김민지(여자축구대표)

## 참고 자료
- “KFA 통합경기정보 시스템”. 대한축구협회.

## 같이 보기
- 서울서강초등학교